# Paratge de les Fonts de Sant Roc
El Paratge de les Fonts de Sant Roc és una obra d'Olot (Garrotxa) protegida com a Bé Cultural d'Interès Local.

## Descripció
A la dreta del riu Fluvià i abans del pont de Sant Roc, es formen tres terrasses contingudes per murs de pedra volcànica. La primera i més ampla, forma una plaça sobre el riu, on està situada la font. Aquesta monolítica construcció de pedra, està coronada amb coberta a dues aigües, porta a la part central la imatge de Sant Roc amb rajoles de colors. L'última terrassa és l'antiga via del tren d'Olot, foradada la muntanya amb túnel de pedra, el primer dels que es troben en el recorregut. Els arbres estan alineats amb les terrasses i formen un espai ombrívol de considerables dimensions. Hi ha una petita escala doble, que travessant el mur, permet l'accés entre la primera i la segona terrassa. D'aquestes neix una gran escalinata fins a la capella de Sant Roc.